# Болгарська кирилиця

Відмінності між болгарською та російською версіями кириличного алфавіту в Pliska

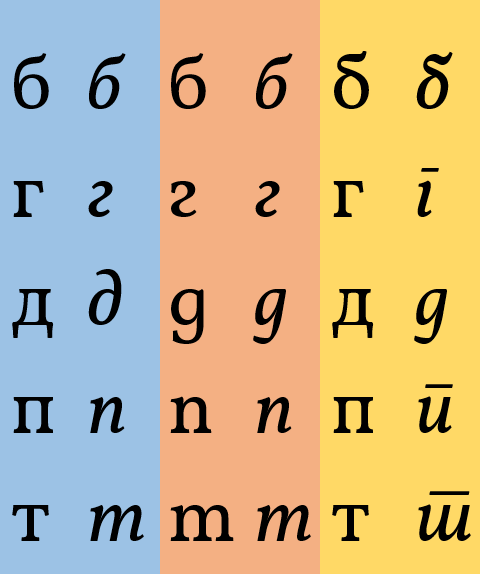
Курсивний варіант літер б, г, д, п, т у їх російській, болгарській та сербській версіях

Болгарська кирилиця (болгариця) у типографії — це оновлена графічна форма кириличного алфавіту, започаткована болгарськими типографами наприкінці 1950-х років. Деякі автори визначають її як «останній етап розвитку кириличного алфавіту», «міст між латинським і російським письмом», а інші, наприклад, Владислав Паскалев, характеризують цю графічну форму як «розвинену» або «зрілу» форму кирилиці. На думку українського типографа Віктора Харика, болгарська кирилиця є більш логічною, але водночас більш віддаленою від традиційної міжнародної кирилиці.
Василь Йончев, багаторічний викладач шрифтів у Національній академії мистецтв у Софії, а також його послідовники Тодор Варджієв, Стефан Груєв, Кирило Гогов, Ілля Груєв та інші відіграли ключову роль у створенні та валідації нової графічної форми кириличного алфавіту.

## Особливості
Графічна форма болгарського кириличного алфавіту характеризується тим, що більшість звичайних символів мають форми, відмінні від основних (наприклад, B і в, Г і г, Д і д, але засновані на рукописному написанні букв які мають так звані верхні довжини (висхідні) та нижчі довжини (низхідні), тим самим значною мірою стираючи різницю між звичайними літерами у друкованому чи електронному вигляді та їх почерком.
Графічна форма болгарського кириличного алфавіту не є поодиноким випадком відмінностей у міжнародному кириличному алфавіті. Специфіка застосування кириличного алфавіту спостерігається в сербській та македонській грамоті, де звичайна мала буква б як тип конструкції відрізняється від міжнародно прийнятої форми для кирилиці б; Підхід до написання друкованої та електронної форми курсивом б, г, д, п, т у сербській та македонській письмовій традиції значно відрізняється від їх відповідних форм у міжнародному кириличному алфавіті.

## Просування
Оновлена графічна форма болгарського кириличного алфавіту офіційно не легалізована, але вже використовується у друкованих  та електронних виданнях: електронному щоденнику «Дневник» [Архівовано 7 вересня 2021 у Wayback Machine.] (автор шрифту — Лукас де Гроот), електронному виданні журналу «Жінка сьогодні» [Архівовано 13 вересня 2021 у Wayback Machine.]. Визнанням естетичних достоїнств сучасної форми болгарського кириличного алфавіту є той факт, що шрифти з цією формою створюються не тільки болгарськими, а й всесвітньо відомими зарубіжними типографами, такими як Марк Сіммонсон, Лукас де Гроот, Петро Білак, Ілля Рудерман. Google через набори гліфів Google Fonts 2016 прописує вимогу щодо включення до шрифтів болгарської форми кирилиці, яка має відповідати стандарту Google Cyrillic Plus.Для розвитку та популяризації болгарської кирилиці у 2014 р. було оголошено громадянську ініціативу «За болгарську кирилицю», а у 2016 р. було організовано конкурс на безкоштовний шрифт болгарською кирилицею. У 2021 р Організатори конкурсу «Сайт року» [Архівовано 17 червня 2021 у Wayback Machine.] включають як рекомендацію учасникам використання болгарської форми кирилиці на сайтах конкурсів.

## Див. також

Традиційна та сучасна форма болгарської кирилиці

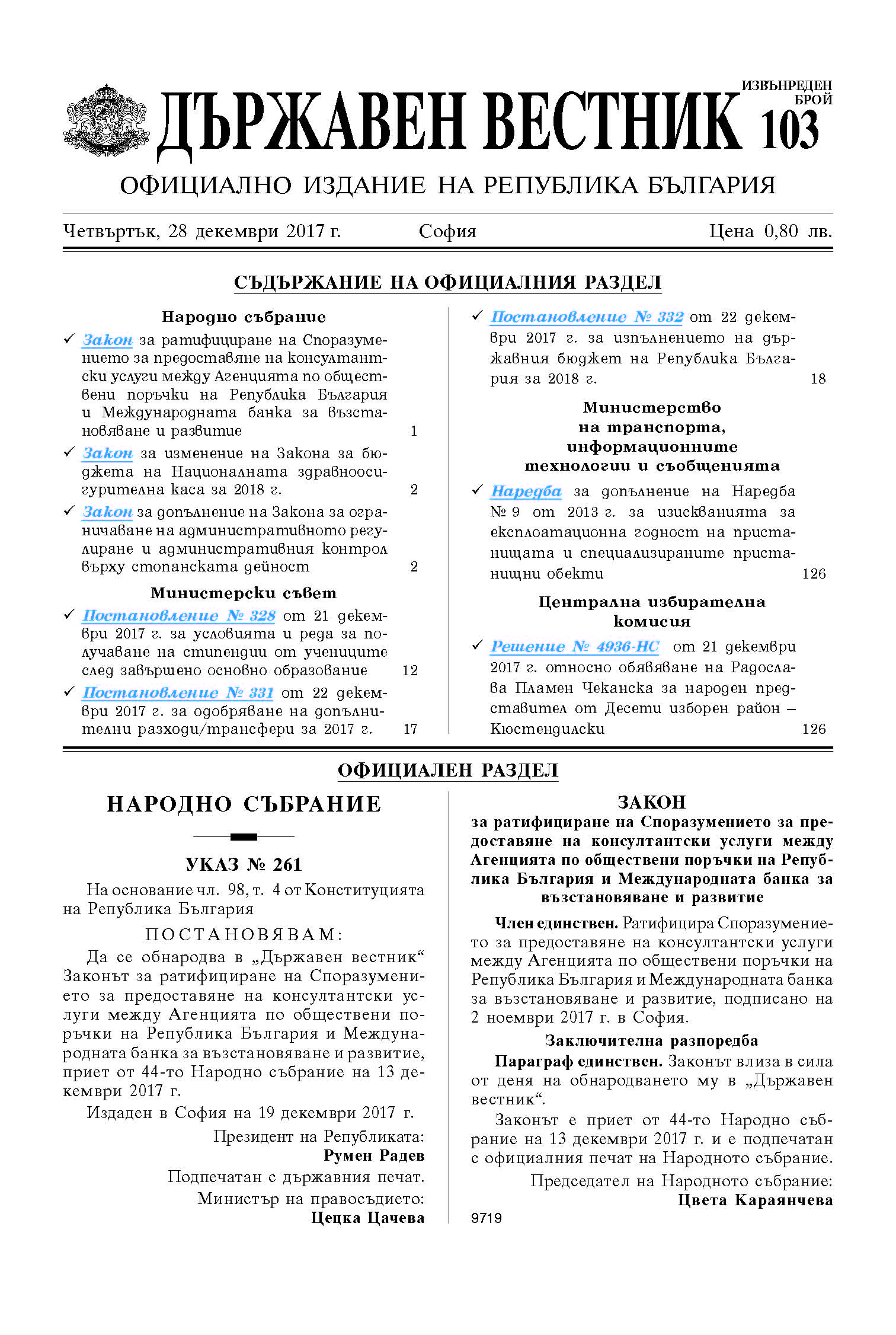
"Державний вісник" використовує болгарську форму кирилиці одночасно з міжнародною формою кирилиці (на фото: Державний вісник, випуск 103, 2017).))